# Persone di nome Giacomo/Pittori
| Questa pagina contiene informazioni ricavate automaticamente dalle voci biografiche con l'ausilio del template Bio e di un bot. L'aggiornamento è periodico e automatico e ricostruisce completamente la pagina. Se manca una persona in questa lista, sei pregato di non aggiungerla, ma accertati piuttosto che la sua voce biografica contenga il template Bio e che i dati anagrafici siano correttamente compilati. Se il template Bio manca, inseriscilo tu stesso o, in alternativa, metti l'avviso {{tmp\|Bio}} che ne segnala la mancanza. Se i dati riportati sono sbagliati, correggi direttamente la voce biografica; le modifiche saranno visibili in questa lista entro pochi giorni. Per chiarimenti vedi il progetto antroponimi. La lista contiene solo le 68 persone che sono citate nell'enciclopedia e per le quali è stato implementato correttamente il template Bio. Pagina aggiornata al 7 feb 2025. |

Questa è una lista di persone presenti nell'enciclopedia che hanno il nome Giacomo e sono pittori.

## A(3)
- Giacomo Albarelli, pittore italiano († 1644)
- Giacomo Alboresi, pittore italiano (Bologna, n. 1632 - † 1677)
- Giacomo Albé, pittore italiano (Viadana, n. 1829 - Milano, † 1893)

## B(10)
- Giacomo Balla, pittore, scultore e scenografo italiano (Torino, n. 1871 - Roma, † 1958)
- Giacomo Bambini, pittore italiano (Ferrara, n. 1582 - Ferrara, † 1629)
- Giacomo Bargone, pittore italiano (Genova)
- Giacomo Barri, pittore, incisore e scrittore italiano (Lione, n. 1636 - Venezia)
- Giacomo Barucco, pittore italiano (Rovato, n. 1582)
- Giacomo Belotti, pittore italiano (Rudiano, n. 1887 - Treviglio, † 1967)
- Giacomo Bertucci, pittore italiano (Bardi, n. 1903 - Milano, † 1982)
- Giacomo Bolognini, pittore italiano (Bologna, n. 1664 - † 1734)
- Giacomo Antonio Boni, pittore italiano (Bologna, n. 1688 - Genova, † 1766)
- Giacomo Borlone de Buschis, pittore italiano (Albino)

## C(12)
- Giacomo Calegari, pittore italiano (Piazza Brembana, n. 1848 - Bergamo, † 1915)
- Giacomo Calvano, pittore italiano (Padova - Napoli)
- Giacomo Campi, pittore italiano (Milano, n. 1846 - Milano, † 1921)
- Giacomo Caramel, pittore, poeta e saggista italiano (Fagarè della Battaglia, n. 1890 - Oderzo, † 1988)
- Giacomo Carneo, pittore italiano
- Giacomo Cavedone, pittore italiano (Sassuolo, n. 1577 - Bologna, † 1660)
- Giacomo Ceruti, pittore italiano (Milano, n. 1698 - Milano, † 1767)
- Giacomo Ciamberlani, pittore e disegnatore italiano (Montegiorgio, n. 1893 - Civitanova Marche, † 1965)
- Giacomo Francesco Cipper, pittore austriaco (Feldkirch, n. 1664 - Milano, † 1736)
- Giacomo Conti, pittore italiano (Messina, n. 1813 - Firenze, † 1888)
- Giacomo Cotta, pittore, incisore e presbitero italiano (Gorlago, n. 1627 - † 1689)
- Giacomo Cuttone, pittore italiano (Marsala, n. 1958)

## D(4)
- Jacob Denys, pittore fiammingo (Anversa, n. 1644 - Anversa, † 1708)
- Giacomo Di Chirico, pittore italiano (Venosa, n. 1844 - Napoli, † 1883)
- Giacomo da Riva, pittore italiano (Riva del Garda - Verona)
- Giacomo del Pò, pittore e incisore italiano (Palermo, n. 1654 - Napoli, † 1726)

## F(4)
- Giacomo Farelli, pittore italiano (Roma, n. 1629 - Napoli, † 1706)
- Giacomo Favretto, pittore italiano (Venezia, n. 1849 - Venezia, † 1887)
- Giacomo Ferrari, pittore e architetto italiano (Torrechiara, n. 1747 - Pietroburgo, † 1807)
- Giacomo Franceschini, pittore italiano (Bologna, n. 1672 - Bologna, † 1745)

## G(12)
- Giacomo Gabbiani, pittore e incisore italiano (Milano, n. 1900 - Salice Terme, † 1989)
- Giacomo Gandi, pittore italiano (Saluzzo, n. 1846 - Savigliano, † 1932)
- Giacomo Gatti, pittore italiano (Mantova - Mantova, † 1817)
- Giacomino da Ivrea, pittore italiano
- Giacomo da Recanati, pittore italiano
- Giacomo da Campli, pittore italiano (Campli)
- Giacomo Giacopelli, pittore e scenografo italiano (Parma, n. 1808 - Parma, † 1893)
- Giacomo Maria Giovannini, pittore e incisore italiano (Bologna, n. 1667 - Parma, † 1717)
- Giacomo Grosso, pittore italiano (Cambiano, n. 1860 - Torino, † 1938)
- Giacomo Guardi, pittore italiano (Venezia, n. 1764 - Venezia, † 1835)
- Giacomo Guerrini, pittore italiano (Cremona, n. 1721 - Cremona, † 1793)
- Giacomo Parravicino, pittore italiano (Caspano, n. 1660 - Milano, † 1729)

## J(2)
- Jacobino da Cobiato, pittore italiano (Collebeato)
- Giacomo Jaquerio, pittore italiano (Torino - Torino, † 1453)

## L(3)
- Giacomo Lauro, pittore italiano (Treviso, n. 1550 - Treviso, † 1605)
- Giacomo Legi, pittore fiammingo (Liegi, n. 1600 - Milano, † 1640)
- Giacomo Lo Verde, pittore italiano (Trapani - Palermo)

## M(4)
- Giacomo Antonio Mannini, pittore italiano (Bologna, n. 1646 - Bologna, † 1742)
- Giacomo Martinetti, pittore italiano (Firenze, n. 1842 - Firenze, † 1910)
- Giacomo Miradori, pittore italiano (Piacenza, n. 1632)
- Giacomo Moriondo, pittore italiano (Torino, n. 1896 - Torino, † 1957)

## N(1)
- Giacomo Nani, pittore italiano (Porto Ercole, n. 1698 - Napoli, † 1755)

## P(1)
- Giacomo Pacchiarotti, pittore italiano (Siena, n. 1474)

## R(3)
- Giacomo Raibolini, pittore e incisore italiano (Bologna, n. 1484 - Bologna, † 1557)
- Giacomo Recco, pittore italiano (Napoli, n. 1603 - Napoli)
- Giacomo Rocca, pittore italiano (Salerno)

## S(5)
- Giacomo Antonio Santagostino, pittore italiano (Milano, n. 1588 - Milano, † 1648)
- Giacomo Santoro, pittore italiano (Giuliana, n. 1490 - Rieti, † 1544)
- Giacomo Savini, pittore e decoratore italiano († 1842)
- Giacomo Scanardi, pittore italiano (Averara, n. 1450 - Bergamo, † 1519)
- Giacomo Soffiantino, pittore italiano (Torino, n. 1929 - Torino, † 2013)

## T(1)
- Giacomo Trecourt, pittore italiano (Bergamo, n. 1812 - Pavia, † 1882)

## V(1)
- Giacomo Vittone, pittore e disegnatore italiano (Torino, n. 1898 - Roma, † 1995)

## Z(2)
- Giacomo Zampa, pittore italiano (Forlì, n. 1731 - Tossignano, † 1808)
- Giacomo Zoboli, pittore italiano (Modena, n. 1681 - Roma, † 1767)